# Cérémonie d'ouverture des Jeux paralympiques d'hiver de 2014
La cérémonie d'ouverture des Jeux paralympiques d'hiver de 2014 est la cérémonie d'ouverture qui s'est déroulée le 7 mars 2014 au stade olympique Ficht à 20 h 14 locales (symbolisant l'année en cours et correspondant à 16 h 14 GMT) et par laquelle sont lancés les Jeux paralympiques d'hiver de 2014 à Sotchi, en Russie.

## Déroulement du spectacle
- Présentation du spectacle conçu par Daniele Finzi Pasca avec la codirectrice artistique Julie Hamelin et le scénographe Hugo Gargiulo qui reprennent le même dispositif scénique des cérémonies d'ouverture et de clôture des Jeux officiels, avec des immenses îles flottantes suspendues dans les airs représentant les différents paysages de Russie. Baptisée « Breaking the Ice » (Rompre la glace), la cérémonie présente la culture russe et veut en plus « briser les stéréotypes et affirmer notre devoir d'aller à la rencontre de l'autre »[2].
- Parade des nations au cours de laquelle les athlètes représentants de 45 délégations montent sur scène le long d’une rampe spéciale située au centre du stade et mesurant 48 mètres de long, comme les Jeux olympiques d'hiver de 2014. Comme le veut la tradition, la Russie est la première à entrer dans le stade, en tant que pays invitant. Afin de marquer le coup concernant la Crise de Crimée, la délégation ukrainienne a choisi de faire défiler un seul de ses athlètes, le skieur nordique Mykhalo Tkatchenko[3].
- Discours de Philip Craven, président du CIP[4] ; Vladimir Poutine déclare ouverts les XIe jeux paralympiques d'hiver.
- Les paralympiens Olesya Vladykina et Sergei Chilov allument la vasque paralympique en dehors du stade, sur la musique du ballet de Stravinsky, L'Oiseau de feu[5].
- La cérémonie se termine par un vidéo se prononçant contre la discrimination des personnes aux orientations sexuelles différentes[6].

## Protestations
Plusieurs pays occidentaux n’envoient pas leurs délégations officielles à la cérémonie en réponse de la crise de Crimée, tel le président des États-Unis et le premier-ministre de la Grande-Bretagne.